# فولتا البرتغال 2022
فولتا البرتغال 2022 (بالبرتغالية: Volta a Portugal de 2022‏) هو سباق دراجات هوائية من فئة  سباق المرحلة، وهو الموسم الثالث والثمانين من فولتا البرتغال، وأقيم خلال الفترة من 4 أغسطس 2022، وحتى 15 أغسطس 2022.
فاز بالمركز الأول ماوريسيو موريرا، وفاز بالمركز الثاني وفي تصنيف الجبال فريدريكو فيغيريدو، وفاز بالمركز الثالث أنطونيو كارفاليو، وفاز في ترتيب النقاط للشباب Jokin Murguialday ‏، وفاز في ترتيب الفرق Glassdrive-Q8-Anicolor 2022 ‏، وفاز في ترتيب النقاط سكوت ماكجيل ‏.

## الفرق
| فرق برو (4)- كاجا رورال-سيغوروس 2022 ‏ - Human Powered Health - برجس بي إتش 2022 ‏ - أوسكالتيل أوسكادي 2022 ‏ فرق قارية (14)- Wildlife Generation Pro Cycling ‏ - جافا كيوي أتلانتيكو 2022 ‏ - Sabgal–Anicolor ‏ - ترينيتي رود ريسينغ 2022 ‏ - Tavfer–Ovos Matinados–Mortágua ‏ - كيلي - سيمولدز يو دي أو 2022 ‏ - إيفابيل سيلينج 2022 ‏ - AP Hotels & Resorts–Tavira–SC Farense ‏ - أبتف بيتاو فيرينسي 2022 ‏ - Louletano Desportos Clube (cycling) ‏ - Credibom–LA Alumínios–Marcos Car ‏ - BAI–Sicasal–Petro de Luanda ‏ - إلكترو هايبر يوروبا-كالداس 2022 ‏ - Rádio Popular–Paredes–Boavista ‏ |  |
| |  |

## المراحل
| قائمة المراحل | قائمة المراحل | قائمة المراحل                 | قائمة المراحل  | قائمة المراحل | قائمة المراحل       | قائمة المراحل     |
| المرحلة       | التاريخ       | الدورة                        |                | المسافة (كم)  | الفائز بالمرحلة     | القائد العام      |
| ------------- | ------------- | ----------------------------- | -------------- | ------------- | ------------------- | ----------------- |
| المقدمة       | 4 أغسطس       | لشبونة – لشبونة               | فردي ضد الساعة | 5٫4           | رافاييل ريس         | رافاييل ريس       |
| المرحلة 1     | 5 أغسطس       | فيلا فرانكا دي إكسيرا – الواس | مرحلة جبلية    | 193٫7         | سكوت ماكجيل ‏        | سكوت ماكجيل ‏      |
| المرحلة 2     | 6 أغسطس       | بطليوس – كاستيلو برانكو       | مرحلة جبلية    | 181٫5         | جواو ماتياس         | رافاييل ريس       |
| المرحلة 3     | 7 أغسطس       | سرتيا – Alto da Torre ‏        | مرحلة جبلية    | 159           | ماوريسيو موريرا     | ماوريسيو موريرا   |
| المرحلة 4     | 8 أغسطس       | غوآردا – فيسيو                | مرحلة جبلية    | 169٫1         | جواو ماتياس         | ماوريسيو موريرا   |
| المرحلة 5     | 10 أغسطس      | ميلادا – Miranda do Corvo ‏    | مرحلة جبلية    | 165٫7         | فريدريكو فيغيريدو   | فريدريكو فيغيريدو |
| المرحلة 6     | 11 أغسطس      | أجويدا – مايا                 | مرحلة جبلية    | 159٫9         | سكوت ماكجيل ‏        | فريدريكو فيغيريدو |
| المرحلة 7     | 12 أغسطس      | سانتو تريسو – براقرة          | مرحلة جبلية    | 150٫1         | لويس غوميش          | فريدريكو فيغيريدو |
| المرحلة 8     | 13 أغسطس      | فيانا دو كاستيلو – فافي       | مرحلة جبلية    | 182٫4         | Victor Langellotti ‏ | فريدريكو فيغيريدو |
| المرحلة 9     | 14 أغسطس      | بارديس – Senhora da Graça ‏    | مرحلة جبلية    | 174٫5         | أنطونيو كارفاليو    | فريدريكو فيغيريدو |
| المرحلة 10    | 15 أغسطس      | بورتو – فيلا نوا دغايا        | فردي ضد الساعة | 18٫6          | ماوريسيو موريرا     | ماوريسيو موريرا   |

## النتيجة
| المرحلة    |                       | الفائز _            | التصنيف العام     | حسب النقاط   | تسلق الجبل        | أفضل شاب _         | الفريق _         |
| ---------- | --------------------- | ------------------- | ----------------- | ------------ | ----------------- | ------------------ | ---------------- |
| المقدمة    | مرحلة سباق الزمن فردي | رافاييل ريس         | رافاييل ريس       | لا أحد‏       | لا أحد‏            | Oliver Rees‏        | Sabgal–Anicolor ‏ |
| المرحلة 1  | مرحلة التلال          | سكوت ماكجيل ‏        | سكوت ماكجيل ‏      | سكوت ماكجيل ‏ | Hugo Nunes ‏       | Oliver Rees‏        | Sabgal–Anicolor ‏ |
| المرحلة 2  | مرحلة التلال          | جواو ماتياس         | رافاييل ريس       | سكوت ماكجيل ‏ | ادوين توريس ‏      | Oliver Rees‏        | Sabgal–Anicolor ‏ |
| المرحلة 3  | مرحلة جبلية           | ماوريسيو موريرا     | ماوريسيو موريرا   | سكوت ماكجيل ‏ | ماوريسيو موريرا   | Jokin Murguialday ‏ | Sabgal–Anicolor ‏ |
| المرحلة 4  | مرحلة التلال          | جواو ماتياس         | ماوريسيو موريرا   | جواو ماتياس  | ماوريسيو موريرا   | Jokin Murguialday ‏ | Sabgal–Anicolor ‏ |
| المرحلة 5  | مرحلة جبلية           | فريدريكو فيغيريدو   | فريدريكو فيغيريدو | جواو ماتياس  | ماوريسيو موريرا   | Jokin Murguialday ‏ | Sabgal–Anicolor ‏ |
| المرحلة 6  | مرحلة التلال          | سكوت ماكجيل ‏        | فريدريكو فيغيريدو | سكوت ماكجيل ‏ | ماوريسيو موريرا   | Jokin Murguialday ‏ | Sabgal–Anicolor ‏ |
| المرحلة 7  | مرحلة التلال          | لويس غوميش          | فريدريكو فيغيريدو | سكوت ماكجيل ‏ | ماوريسيو موريرا   | Jokin Murguialday ‏ | Sabgal–Anicolor ‏ |
| المرحلة 8  | مرحلة التلال          | Victor Langellotti ‏ | فريدريكو فيغيريدو | سكوت ماكجيل ‏ | ماوريسيو موريرا   | Jokin Murguialday ‏ | Sabgal–Anicolor ‏ |
| المرحلة 9  | مرحلة جبلية           | أنطونيو كارفاليو    | فريدريكو فيغيريدو | سكوت ماكجيل ‏ | فريدريكو فيغيريدو | Jokin Murguialday ‏ | Sabgal–Anicolor ‏ |
| المرحلة 10 | مرحلة سباق الزمن فردي | ماوريسيو موريرا     | ماوريسيو موريرا   | سكوت ماكجيل ‏ | فريدريكو فيغيريدو | Jokin Murguialday ‏ | Sabgal–Anicolor ‏ |
| النهائي    | النهائي               |                     | ماوريسيو موريرا   | سكوت ماكجيل ‏ | فريدريكو فيغيريدو | Jokin Murguialday ‏ | Sabgal–Anicolor ‏ |

## المشاركون
| كاجا رورال-سيغوروس ‏ CJR | كاجا رورال-سيغوروس ‏ CJR   | كاجا رورال-سيغوروس ‏ CJR |
| ----------------------- | ------------------------- | ----------------------- |
| م                       | عداء                      | مرتبة                   |
| 1                       | Jhojan García ‏            | 68                      |
| 2                       | Juan Fernando Calle ‏      | لم يكمل السباق-2        |
| 3                       | Calum Johnston ‏           | 28                      |
| 4                       | COL                       | 17                      |
| 5                       | Jokin Murguialday ‏        | 9                       |
| 6                       | Andoni López de Abetxuko ‏ | 67                      |
| 7                       | Joseba López ‏             | 59                      |

| Human Powered Health HPM | Human Powered Health HPM  | Human Powered Health HPM |
| ------------------------ | ------------------------- | ------------------------ |
| م                        | عداء                      | مرتبة                    |
| 11                       | روبن كاربنتر              | 64                       |
| 12                       | آدم دي فوس                | لم يبدأ-6                |
| 13                       | كيج هيشت                  | لم يبدأ-0                |
| 14                       | كايل ميرفي                | 86                       |
| 15                       | Joey Rosskopf ‏            | 43                       |
| 16                       | Keegan Swirbul ‏           | 33                       |
| 17                       | Charles-Étienne Chrétien ‏ | 60                       |

| برجس بي إتش ‏ BBH | برجس بي إتش ‏ BBH          | برجس بي إتش ‏ BBH |
| ---------------- | ------------------------- | ---------------- |
| م                | عداء                      | مرتبة            |
| 21               | Juan Antonio López-Cózar ‏ | 73               |
| 22               | Mario Aparicio ‏           | 72               |
| 23               | Óscar Pelegrí ‏            | 88               |
| 24               | Victor Langellotti ‏       | 37               |
| 25               | Adrià Moreno ‏             | 29               |
| 26               | Pelayo Sánchez ‏           |                  |
| 27               | Alex Molenaar ‏            | 77               |

| أوسكالتيل أوسكادي ‏ EUS | أوسكالتيل أوسكادي ‏ EUS | أوسكالتيل أوسكادي ‏ EUS |
| ---------------------- | ---------------------- | ---------------------- |
| م                      | عداء                   | مرتبة                  |
| 31                     | خوان خوسيه لوباتو      | 84                     |
| 32                     | Unai Cuadrado ‏         | 19                     |
| 33                     | Txomin Juaristi ‏       | 10                     |
| 34                     | Peio Goikoetxea ‏       | لم يكمل السباق-8       |
| 35                     | ESP                    | 51                     |
| 36                     | Unai Iribar ‏           | 65                     |
| 37                     | Xabier Isasa ‏          | 26                     |

| Wildlife Generation Pro Cycling ‏ WGC | Wildlife Generation Pro Cycling ‏ WGC | Wildlife Generation Pro Cycling ‏ WGC |
| ------------------------------------ | ------------------------------------ | ------------------------------------ |
| م                                    | عداء                                 | مرتبة                                |
| 42                                   | Kent Ross‏                            | 70                                   |
| 43                                   | جوناثان كلارك                        | 96                                   |
| 44                                   | Noah Granigan ‏                       | لم يكمل السباق-2                     |
| 45                                   | سكوت ماكجيل ‏                         | 66                                   |
| 46                                   | Cormac McGeough ‏                     | 93                                   |
| 47                                   | أوليسس ألفريدو كاستيلو               | 83                                   |

| جيوس كيوي أتلانتيكو ‏ JAV | جيوس كيوي أتلانتيكو ‏ JAV | جيوس كيوي أتلانتيكو ‏ JAV |
| ------------------------ | ------------------------ | ------------------------ |
| م                        | عداء                     | مرتبة                    |
| 51                       | Xavier Cañellas ‏         | مستبعد-3                 |
| 52                       | روبرتو غونزاليس ‏         | 32                       |
| 53                       | Alessio Gasparini‏        | 103                      |
| 54                       | Nikiforos Arvanitou ‏     | 99                       |
| 55                       | ادوين توريس ‏             | لم يكمل السباق-7         |
| 56                       | Yuki Ishihara ‏           | 104                      |
| 57                       | José Bruzual‏             | 102                      |

| Sabgal–Anicolor ‏ GCT | Sabgal–Anicolor ‏ GCT | Sabgal–Anicolor ‏ GCT |
| -------------------- | -------------------- | -------------------- |
| م                    | عداء                 | مرتبة                |
| 61                   | فريدريكو فيغيريدو    | 2                    |
| 62                   | أنطونيو كارفاليو     | 3                    |
| 63                   | فابيو كوستا ‏         | 74                   |
| 64                   | خافيير مورينو        | 45                   |
| 65                   | Afonso Eulálio ‏      | 101                  |
| 66                   | رافاييل ريس          | 97                   |
| 67                   | ماوريسيو موريرا      | 1                    |

| ترينيتي رود ريسينغ ‏ TRI | ترينيتي رود ريسينغ ‏ TRI | ترينيتي رود ريسينغ ‏ TRI |
| ----------------------- | ----------------------- | ----------------------- |
| م                       | عداء                    | مرتبة                   |
| 71                      | Oliver Rees‏             | 71                      |
| 72                      | كارتر تيرنبول ‏          | لم يكمل السباق-3        |
| 73                      | Max Walker (cyclist) ‏   | لم يكمل السباق-4        |
| 74                      | Siebe Roesems‏           | لم يكمل السباق-3        |
| 75                      | Camilo Andres Gomez‏     | 80                      |
| 76                      | Lukas Nerurkar ‏         | لم يكمل السباق-4        |
| 77                      | Fergus Browning ‏        | لم يكمل السباق-3        |

| إيفابيل سيلينج ‏ EFL | إيفابيل سيلينج ‏ EFL | إيفابيل سيلينج ‏ EFL |
| ------------------- | ------------------- | ------------------- |
| م                   | عداء                | مرتبة               |
| 81                  | جواكيم سيلفا ‏       | 54                  |
| 82                  | Tiago Antunes ‏      | 38                  |
| 83                  | بيدرو اندرادي ‏      | 34                  |
| 84                  | Francisco Guerreiro‏ | لم يكمل السباق-2    |
| 85                  | هنريكي هيكتور       | 11                  |
| 86                  | Gaspar Gonçalves ‏   | 91                  |
| 87                  | رافاييل سيلفا ‏      | 63                  |

| Tavfer–Ovos Matinados–Mortágua ‏ TAV | Tavfer–Ovos Matinados–Mortágua ‏ TAV | Tavfer–Ovos Matinados–Mortágua ‏ TAV |
| ----------------------------------- | ----------------------------------- | ----------------------------------- |
| م                                   | عداء                                | مرتبة                               |
| 91                                  | Bruno Silva (cyclist) ‏              | 22                                  |
| 92                                  | جواو ماتياس                         | 94                                  |
| 93                                  | António Barbio ‏                     | 79                                  |
| 94                                  | Gonçalo Carvalho ‏                   | 21                                  |
| 95                                  | Gonçalo Amado ‏                      | 75                                  |
| 96                                  | Ángel Sánchez Rebollido ‏            | 13                                  |
| 97                                  | Rui Carvalho ‏                       | 57                                  |

| كيلي - سيمولدز يو دي أو ‏ KSU | كيلي - سيمولدز يو دي أو ‏ KSU | كيلي - سيمولدز يو دي أو ‏ KSU |
| ---------------------------- | ---------------------------- | ---------------------------- |
| م                            | عداء                         | مرتبة                        |
| 101                          | César Fonte ‏                 | 41                           |
| 102                          | لويس غوميش                   | 14                           |
| 103                          | Afonso Silva ‏                | 58                           |
| 104                          | Adrián Bustamante ‏           | لم يكمل السباق-3             |
| 105                          | António Ferreira‏             | 82                           |
| 106                          | Hélder Gonçalves‏             | 15                           |
| 107                          | خوسيه سوزا‏                   | 78                           |

| إلكترو هايبر يوروبا ‏ EHE | إلكترو هايبر يوروبا ‏ EHE | إلكترو هايبر يوروبا ‏ EHE |
| ------------------------ | ------------------------ | ------------------------ |
| م                        | عداء                     | مرتبة                    |
| 111                      | Juan Esteban Guerrero ‏   | 89                       |
| 112                      | Pablo Alonso Montes‏      | 85                       |
| 113                      | Marcos Jurado ‏           | 56                       |
| 114                      | Mateu Estelrich ‏         | 87                       |
| 115                      | José María García ‏       | 52                       |
| 116                      | COL                      | لم يكمل السباق-8         |
| 117                      | توماس أرمسترونغ ‏         | 24                       |

| Rádio Popular–Paredes–Boavista ‏ RPB | Rádio Popular–Paredes–Boavista ‏ RPB | Rádio Popular–Paredes–Boavista ‏ RPB |
| ----------------------------------- | ----------------------------------- | ----------------------------------- |
| م                                   | عداء                                | مرتبة                               |
| 121                                 | تياجو ماتشادو                       | 40                                  |
| 122                                 | Guillermo García Janeiro ‏           | 98                                  |
| 123                                 | لويس فيليبي فيرنانديز ‏              | 4                                   |
| 124                                 | Hugo Nunes ‏                         | 23                                  |
| 125                                 | ESP                                 | 62                                  |
| 126                                 | ألبرتو غاليغو                       | 25                                  |
| 127                                 | César Martingil ‏                    | 95                                  |

| AP Hotels & Resorts–Tavira–SC Farense ‏ ATM | AP Hotels & Resorts–Tavira–SC Farense ‏ ATM | AP Hotels & Resorts–Tavira–SC Farense ‏ ATM |
| ------------------------------------------ | ------------------------------------------ | ------------------------------------------ |
| م                                          | عداء                                       | مرتبة                                      |
| 131                                        | اليخاندرو مارك                             | 5                                          |
| 132                                        | ديليو فرنانديز كروز                        | 6                                          |
| 133                                        | David Livramento ‏                          | 76                                         |
| 134                                        | Rafael Lourenço ‏                           | 69                                         |
| 135                                        | Emanuel Duarte ‏                            | 12                                         |
| 136                                        | Álvaro Trueba ‏                             |                                            |
| 137                                        | Aleksandr Grigoriev ‏                       | 13                                         |

| أنترت فيرينسي ‏ CDF | أنترت فيرينسي ‏ CDF                   | أنترت فيرينسي ‏ CDF |
| ------------------ | ------------------------------------ | ------------------ |
| م                  | عداء                                 | مرتبة              |
| 141                | أندريه كاردوسو                       | 7                  |
| 142                | Fábio Oliveira‏                       | 61                 |
| 143                | Micael Isidoro ‏                      | 90                 |
| 144                | Ivo Pinheiro‏                         | 50                 |
| 145                | Viktor Manakov (cyclist, born 1992) ‏ | لم يكمل السباق-3   |
| 146                | Venceslau Fernandes ‏                 | 20                 |
| 147                | Márcio Barbosa ‏                      | 30                 |

| Louletano Desportos Clube (cycling) ‏ AVL | Louletano Desportos Clube (cycling) ‏ AVL | Louletano Desportos Clube (cycling) ‏ AVL |
| ---------------------------------------- | ---------------------------------------- | ---------------------------------------- |
| م                                        | عداء                                     | مرتبة                                    |
| 151                                      | فيسينت غارسيا دي ماتيوس                  | 36                                       |
| 152                                      | Carlos Oyarzún ‏                          | 44                                       |
| 153                                      | جيسوس ديل بينو ‏                          | 8                                        |
| 154                                      | خوسيه مندس                               | 48                                       |
| 155                                      | Nuno Meireles ‏                           | 42                                       |
| 156                                      | Tomás Contte ‏                            | 100                                      |
| 157                                      | Rui Rodrigues ‏                           | 37                                       |

| Credibom–LA Alumínios–Marcos Car ‏ LAA | Credibom–LA Alumínios–Marcos Car ‏ LAA | Credibom–LA Alumínios–Marcos Car ‏ LAA |
| ------------------------------------- | ------------------------------------- | ------------------------------------- |
| م                                     | عداء                                  | مرتبة                                 |
| 161                                   | أندريه راماليو‏                        | 46                                    |
| 162                                   | Gonçalo Leaça ‏                        | 27                                    |
| 163                                   | João Medeiros ‏                        | 18                                    |
| 164                                   | Rodrigo Caixas ‏                       | 81                                    |
| 165                                   | João Macedo‏                           | 92                                    |
| 166                                   | Francisco Marques‏                     | لم يكمل السباق-6                      |
| 167                                   | Rúben Simão‏                           | 55                                    |

| BAI–Sicasal–Petro de Luanda ‏ BSP | BAI–Sicasal–Petro de Luanda ‏ BSP | BAI–Sicasal–Petro de Luanda ‏ BSP |
| -------------------------------- | -------------------------------- | -------------------------------- |
| م                                | عداء                             | مرتبة                            |
| 171                              | إيغور سيلفا                      | 105                              |
| 172                              | José Tuto Cruz ‏                  | لم يكمل السباق-8                 |
| 173                              | Mauro Rato‏                       | 53                               |
| 174                              | Eric Fagúndez ‏                   | 31                               |
| 175                              | Mikel Mujika ‏                    | 49                               |
| 176                              | Íñigo González‏                   | لم يكمل السباق-8                 |
| 177                              | Barry Miller ‏                    | 16                               |

| كاجا رورال-سيغوروس ‏ CJR | كاجا رورال-سيغوروس ‏ CJR   | كاجا رورال-سيغوروس ‏ CJR |
| ----------------------- | ------------------------- | ----------------------- |
| م                       | عداء                      | مرتبة                   |
| 1                       | Jhojan García ‏            | 68                      |
| 2                       | Juan Fernando Calle ‏      | لم يكمل السباق-2        |
| 3                       | Calum Johnston ‏           | 28                      |
| 4                       | COL                       | 17                      |
| 5                       | Jokin Murguialday ‏        | 9                       |
| 6                       | Andoni López de Abetxuko ‏ | 67                      |
| 7                       | Joseba López ‏             | 59                      |

| Human Powered Health HPM | Human Powered Health HPM  | Human Powered Health HPM |
| ------------------------ | ------------------------- | ------------------------ |
| م                        | عداء                      | مرتبة                    |
| 11                       | روبن كاربنتر              | 64                       |
| 12                       | آدم دي فوس                | لم يبدأ-6                |
| 13                       | كيج هيشت                  | لم يبدأ-0                |
| 14                       | كايل ميرفي                | 86                       |
| 15                       | Joey Rosskopf ‏            | 43                       |
| 16                       | Keegan Swirbul ‏           | 33                       |
| 17                       | Charles-Étienne Chrétien ‏ | 60                       |

| برجس بي إتش ‏ BBH | برجس بي إتش ‏ BBH          | برجس بي إتش ‏ BBH |
| ---------------- | ------------------------- | ---------------- |
| م                | عداء                      | مرتبة            |
| 21               | Juan Antonio López-Cózar ‏ | 73               |
| 22               | Mario Aparicio ‏           | 72               |
| 23               | Óscar Pelegrí ‏            | 88               |
| 24               | Victor Langellotti ‏       | 37               |
| 25               | Adrià Moreno ‏             | 29               |
| 26               | Pelayo Sánchez ‏           |                  |
| 27               | Alex Molenaar ‏            | 77               |

| أوسكالتيل أوسكادي ‏ EUS | أوسكالتيل أوسكادي ‏ EUS | أوسكالتيل أوسكادي ‏ EUS |
| ---------------------- | ---------------------- | ---------------------- |
| م                      | عداء                   | مرتبة                  |
| 31                     | خوان خوسيه لوباتو      | 84                     |
| 32                     | Unai Cuadrado ‏         | 19                     |
| 33                     | Txomin Juaristi ‏       | 10                     |
| 34                     | Peio Goikoetxea ‏       | لم يكمل السباق-8       |
| 35                     | ESP                    | 51                     |
| 36                     | Unai Iribar ‏           | 65                     |
| 37                     | Xabier Isasa ‏          | 26                     |

| Wildlife Generation Pro Cycling ‏ WGC | Wildlife Generation Pro Cycling ‏ WGC | Wildlife Generation Pro Cycling ‏ WGC |
| ------------------------------------ | ------------------------------------ | ------------------------------------ |
| م                                    | عداء                                 | مرتبة                                |
| 42                                   | Kent Ross‏                            | 70                                   |
| 43                                   | جوناثان كلارك                        | 96                                   |
| 44                                   | Noah Granigan ‏                       | لم يكمل السباق-2                     |
| 45                                   | سكوت ماكجيل ‏                         | 66                                   |
| 46                                   | Cormac McGeough ‏                     | 93                                   |
| 47                                   | أوليسس ألفريدو كاستيلو               | 83                                   |

| جيوس كيوي أتلانتيكو ‏ JAV | جيوس كيوي أتلانتيكو ‏ JAV | جيوس كيوي أتلانتيكو ‏ JAV |
| ------------------------ | ------------------------ | ------------------------ |
| م                        | عداء                     | مرتبة                    |
| 51                       | Xavier Cañellas ‏         | مستبعد-3                 |
| 52                       | روبرتو غونزاليس ‏         | 32                       |
| 53                       | Alessio Gasparini‏        | 103                      |
| 54                       | Nikiforos Arvanitou ‏     | 99                       |
| 55                       | ادوين توريس ‏             | لم يكمل السباق-7         |
| 56                       | Yuki Ishihara ‏           | 104                      |
| 57                       | José Bruzual‏             | 102                      |

| Sabgal–Anicolor ‏ GCT | Sabgal–Anicolor ‏ GCT | Sabgal–Anicolor ‏ GCT |
| -------------------- | -------------------- | -------------------- |
| م                    | عداء                 | مرتبة                |
| 61                   | فريدريكو فيغيريدو    | 2                    |
| 62                   | أنطونيو كارفاليو     | 3                    |
| 63                   | فابيو كوستا ‏         | 74                   |
| 64                   | خافيير مورينو        | 45                   |
| 65                   | Afonso Eulálio ‏      | 101                  |
| 66                   | رافاييل ريس          | 97                   |
| 67                   | ماوريسيو موريرا      | 1                    |

| ترينيتي رود ريسينغ ‏ TRI | ترينيتي رود ريسينغ ‏ TRI | ترينيتي رود ريسينغ ‏ TRI |
| ----------------------- | ----------------------- | ----------------------- |
| م                       | عداء                    | مرتبة                   |
| 71                      | Oliver Rees‏             | 71                      |
| 72                      | كارتر تيرنبول ‏          | لم يكمل السباق-3        |
| 73                      | Max Walker (cyclist) ‏   | لم يكمل السباق-4        |
| 74                      | Siebe Roesems‏           | لم يكمل السباق-3        |
| 75                      | Camilo Andres Gomez‏     | 80                      |
| 76                      | Lukas Nerurkar ‏         | لم يكمل السباق-4        |
| 77                      | Fergus Browning ‏        | لم يكمل السباق-3        |

| إيفابيل سيلينج ‏ EFL | إيفابيل سيلينج ‏ EFL | إيفابيل سيلينج ‏ EFL |
| ------------------- | ------------------- | ------------------- |
| م                   | عداء                | مرتبة               |
| 81                  | جواكيم سيلفا ‏       | 54                  |
| 82                  | Tiago Antunes ‏      | 38                  |
| 83                  | بيدرو اندرادي ‏      | 34                  |
| 84                  | Francisco Guerreiro‏ | لم يكمل السباق-2    |
| 85                  | هنريكي هيكتور       | 11                  |
| 86                  | Gaspar Gonçalves ‏   | 91                  |
| 87                  | رافاييل سيلفا ‏      | 63                  |

| Tavfer–Ovos Matinados–Mortágua ‏ TAV | Tavfer–Ovos Matinados–Mortágua ‏ TAV | Tavfer–Ovos Matinados–Mortágua ‏ TAV |
| ----------------------------------- | ----------------------------------- | ----------------------------------- |
| م                                   | عداء                                | مرتبة                               |
| 91                                  | Bruno Silva (cyclist) ‏              | 22                                  |
| 92                                  | جواو ماتياس                         | 94                                  |
| 93                                  | António Barbio ‏                     | 79                                  |
| 94                                  | Gonçalo Carvalho ‏                   | 21                                  |
| 95                                  | Gonçalo Amado ‏                      | 75                                  |
| 96                                  | Ángel Sánchez Rebollido ‏            | 13                                  |
| 97                                  | Rui Carvalho ‏                       | 57                                  |

| كيلي - سيمولدز يو دي أو ‏ KSU | كيلي - سيمولدز يو دي أو ‏ KSU | كيلي - سيمولدز يو دي أو ‏ KSU |
| ---------------------------- | ---------------------------- | ---------------------------- |
| م                            | عداء                         | مرتبة                        |
| 101                          | César Fonte ‏                 | 41                           |
| 102                          | لويس غوميش                   | 14                           |
| 103                          | Afonso Silva ‏                | 58                           |
| 104                          | Adrián Bustamante ‏           | لم يكمل السباق-3             |
| 105                          | António Ferreira‏             | 82                           |
| 106                          | Hélder Gonçalves‏             | 15                           |
| 107                          | خوسيه سوزا‏                   | 78                           |

| إلكترو هايبر يوروبا ‏ EHE | إلكترو هايبر يوروبا ‏ EHE | إلكترو هايبر يوروبا ‏ EHE |
| ------------------------ | ------------------------ | ------------------------ |
| م                        | عداء                     | مرتبة                    |
| 111                      | Juan Esteban Guerrero ‏   | 89                       |
| 112                      | Pablo Alonso Montes‏      | 85                       |
| 113                      | Marcos Jurado ‏           | 56                       |
| 114                      | Mateu Estelrich ‏         | 87                       |
| 115                      | José María García ‏       | 52                       |
| 116                      | COL                      | لم يكمل السباق-8         |
| 117                      | توماس أرمسترونغ ‏         | 24                       |

| Rádio Popular–Paredes–Boavista ‏ RPB | Rádio Popular–Paredes–Boavista ‏ RPB | Rádio Popular–Paredes–Boavista ‏ RPB |
| ----------------------------------- | ----------------------------------- | ----------------------------------- |
| م                                   | عداء                                | مرتبة                               |
| 121                                 | تياجو ماتشادو                       | 40                                  |
| 122                                 | Guillermo García Janeiro ‏           | 98                                  |
| 123                                 | لويس فيليبي فيرنانديز ‏              | 4                                   |
| 124                                 | Hugo Nunes ‏                         | 23                                  |
| 125                                 | ESP                                 | 62                                  |
| 126                                 | ألبرتو غاليغو                       | 25                                  |
| 127                                 | César Martingil ‏                    | 95                                  |

| AP Hotels & Resorts–Tavira–SC Farense ‏ ATM | AP Hotels & Resorts–Tavira–SC Farense ‏ ATM | AP Hotels & Resorts–Tavira–SC Farense ‏ ATM |
| ------------------------------------------ | ------------------------------------------ | ------------------------------------------ |
| م                                          | عداء                                       | مرتبة                                      |
| 131                                        | اليخاندرو مارك                             | 5                                          |
| 132                                        | ديليو فرنانديز كروز                        | 6                                          |
| 133                                        | David Livramento ‏                          | 76                                         |
| 134                                        | Rafael Lourenço ‏                           | 69                                         |
| 135                                        | Emanuel Duarte ‏                            | 12                                         |
| 136                                        | Álvaro Trueba ‏                             |                                            |
| 137                                        | Aleksandr Grigoriev ‏                       | 13                                         |

| أنترت فيرينسي ‏ CDF | أنترت فيرينسي ‏ CDF                   | أنترت فيرينسي ‏ CDF |
| ------------------ | ------------------------------------ | ------------------ |
| م                  | عداء                                 | مرتبة              |
| 141                | أندريه كاردوسو                       | 7                  |
| 142                | Fábio Oliveira‏                       | 61                 |
| 143                | Micael Isidoro ‏                      | 90                 |
| 144                | Ivo Pinheiro‏                         | 50                 |
| 145                | Viktor Manakov (cyclist, born 1992) ‏ | لم يكمل السباق-3   |
| 146                | Venceslau Fernandes ‏                 | 20                 |
| 147                | Márcio Barbosa ‏                      | 30                 |

| Louletano Desportos Clube (cycling) ‏ AVL | Louletano Desportos Clube (cycling) ‏ AVL | Louletano Desportos Clube (cycling) ‏ AVL |
| ---------------------------------------- | ---------------------------------------- | ---------------------------------------- |
| م                                        | عداء                                     | مرتبة                                    |
| 151                                      | فيسينت غارسيا دي ماتيوس                  | 36                                       |
| 152                                      | Carlos Oyarzún ‏                          | 44                                       |
| 153                                      | جيسوس ديل بينو ‏                          | 8                                        |
| 154                                      | خوسيه مندس                               | 48                                       |
| 155                                      | Nuno Meireles ‏                           | 42                                       |
| 156                                      | Tomás Contte ‏                            | 100                                      |
| 157                                      | Rui Rodrigues ‏                           | 37                                       |

| Credibom–LA Alumínios–Marcos Car ‏ LAA | Credibom–LA Alumínios–Marcos Car ‏ LAA | Credibom–LA Alumínios–Marcos Car ‏ LAA |
| ------------------------------------- | ------------------------------------- | ------------------------------------- |
| م                                     | عداء                                  | مرتبة                                 |
| 161                                   | أندريه راماليو‏                        | 46                                    |
| 162                                   | Gonçalo Leaça ‏                        | 27                                    |
| 163                                   | João Medeiros ‏                        | 18                                    |
| 164                                   | Rodrigo Caixas ‏                       | 81                                    |
| 165                                   | João Macedo‏                           | 92                                    |
| 166                                   | Francisco Marques‏                     | لم يكمل السباق-6                      |
| 167                                   | Rúben Simão‏                           | 55                                    |

| BAI–Sicasal–Petro de Luanda ‏ BSP | BAI–Sicasal–Petro de Luanda ‏ BSP | BAI–Sicasal–Petro de Luanda ‏ BSP |
| -------------------------------- | -------------------------------- | -------------------------------- |
| م                                | عداء                             | مرتبة                            |
| 171                              | إيغور سيلفا                      | 105                              |
| 172                              | José Tuto Cruz ‏                  | لم يكمل السباق-8                 |
| 173                              | Mauro Rato‏                       | 53                               |
| 174                              | Eric Fagúndez ‏                   | 31                               |
| 175                              | Mikel Mujika ‏                    | 49                               |
| 176                              | Íñigo González‏                   | لم يكمل السباق-8                 |
| 177                              | Barry Miller ‏                    | 16                               |

## التصنيف العام النهائي
| التصنيف العام         | التصنيف العام          | التصنيف العام                          | التصنيف العام  | التصنيف العام |
| العداء                | العداء                 | الفريق                                 | الوقت          |               |
| --------------------- | ---------------------- | -------------------------------------- | -------------- | ------------- |
| 1                     | ماوريسيو موريرا        | Sabgal–Anicolor ‏                       | 38 س 38 د 31 ث |               |
| 2                     | فريدريكو فيغيريدو      | Sabgal–Anicolor ‏                       | + 1 د 09 ث     |               |
| 3                     | أنطونيو كارفاليو       | Sabgal–Anicolor ‏                       | + 2 د 35 ث     |               |
| 4                     | لويس فيليبي فيرنانديز ‏ | Rádio Popular–Paredes–Boavista ‏        | + 3 د 44 ث     |               |
| 5                     | اليخاندرو مارك         | AP Hotels & Resorts–Tavira–SC Farense ‏ | + 5 د 17 ث     |               |
| 6                     | أندريه كاردوسو         | أنترت فيرينسي ‏                         | + 7 د 31 ث     |               |
| 7                     | جيسوس ديل بينو ‏        | Louletano Desportos Clube (cycling) ‏   | + 9 د 24 ث     |               |
| 8                     | Jokin Murguialday ‏     | كاجا رورال-سيغوروس ‏                    | + 9 د 24 ث     |               |
| 9                     | Txomin Juaristi ‏       | أوسكالتيل أوسكادي ‏                     | + 10 د 28 ث    |               |
| 10                    | هنريكي هيكتور          | إيفابيل سيلينج ‏                        | + 10 د 58 ث    |               |
|                       |                        |                                        |                |               |
| مصدر: ProCyclingStats |                        |                                        |                |               |

### تصنيف النقاط
| تصنيف النقاط          | تصنيف النقاط      | تصنيف النقاط                     | تصنيف النقاط | تصنيف النقاط |
| العداء                | العداء            | الفريق                           | النقاط       |              |
| --------------------- | ----------------- | -------------------------------- | ------------ | ------------ |
| 1                     | سكوت ماكجيل ‏      | Wildlife Generation Pro Cycling ‏ | 190 نقطة     |              |
| 2                     | جواو ماتياس       | Tavfer–Ovos Matinados–Mortágua ‏  | 168 نقطة     |              |
| 3                     | ماوريسيو موريرا   | Sabgal–Anicolor ‏                 | 129 نقطة     |              |
| 4                     | أنطونيو كارفاليو  | Sabgal–Anicolor ‏                 | 106 نقطة     |              |
| 5                     | لويس غوميش        | كيلي - سيمولدز يو دي أو ‏         | 73 نقطة      |              |
| 6                     | توماس أرمسترونغ ‏  | إلكترو هايبر يوروبا ‏             | 60 نقطة      |              |
| 7                     | فريدريكو فيغيريدو | Sabgal–Anicolor ‏                 | 51 نقطة      |              |
| 8                     | António Barbio ‏   | Tavfer–Ovos Matinados–Mortágua ‏  | 50 نقطة      |              |
| 9                     | Oliver Rees ‏      | ترينيتي رود ريسينغ ‏              | 48 نقطة      |              |
| 10                    | جواكيم سيلفا ‏     | إيفابيل سيلينج ‏                  | 42 نقطة      |              |
|                       |                   |                                  |              |              |
| مصدر: ProCyclingStats |                   |                                  |              |              |

### تصنيف الجبال
| تصنيف الجبال          | تصنيف الجبال           | تصنيف الجبال                           | تصنيف الجبال | تصنيف الجبال |
| العداء                | العداء                 | الفريق                                 | النقاط       |              |
| --------------------- | ---------------------- | -------------------------------------- | ------------ | ------------ |
| 1                     | فريدريكو فيغيريدو      | Sabgal–Anicolor ‏                       | 60 نقطة      |              |
| 2                     | ماوريسيو موريرا        | Sabgal–Anicolor ‏                       | 53 نقطة      |              |
| 3                     | جواكيم سيلفا ‏          | إيفابيل سيلينج ‏                        | 43 نقطة      |              |
| 4                     | أنطونيو كارفاليو       | Sabgal–Anicolor ‏                       | 43 نقطة      |              |
| 5                     | لويس فيليبي فيرنانديز ‏ | Rádio Popular–Paredes–Boavista ‏        | 42 نقطة      |              |
| 6                     | اليخاندرو مارك         | AP Hotels & Resorts–Tavira–SC Farense ‏ | 33 نقطة      |              |
| 7                     | لويس غوميش             | كيلي - سيمولدز يو دي أو ‏               | 33 نقطة      |              |
| 8                     | أندريه كاردوسو         | أنترت فيرينسي ‏                         | 27 نقطة      |              |
| 9                     | فابيو كوستا ‏           | Sabgal–Anicolor ‏                       | 26 نقطة      |              |
| 10                    | إسبانيا                | أوسكالتيل أوسكادي ‏                     | 21 نقطة      |              |
|                       |                        |                                        |              |              |
| مصدر: ProCyclingStats |                        |                                        |              |              |

## تصنيف الفرق

### الفرق حسب الوقت
| تصنيف الفرق حسب الوقت | تصنيف الفرق حسب الوقت                  | تصنيف الفرق حسب الوقت | تصنيف الفرق حسب الوقت |
| الفريق                | الفريق                                 | الوقت                 |                       |
| --------------------- | -------------------------------------- | --------------------- | --------------------- |
| 1                     | Sabgal–Anicolor ‏                       | 115 س 58 د 36 ث       |                       |
| 2                     | AP Hotels & Resorts–Tavira–SC Farense ‏ | + 19 د 47 ث           |                       |
| 3                     | Rádio Popular–Paredes–Boavista ‏        | + 42 د 19 ث           |                       |
| 4                     | أوسكالتيل أوسكادي ‏                     | + 48 د 40 ث           |                       |
| 5                     | Tavfer–Ovos Matinados–Mortágua ‏        | + 50 د 39 ث           |                       |
| 6                     | كاجا رورال-سيغوروس ‏                    | + 55 د 01 ث           |                       |
| 7                     | أنترت فيرينسي ‏                         | + 57 د 03 ث           |                       |
| 8                     | كيلي - سيمولدز يو دي أو ‏               | + 58 د 12 ث           |                       |
| 9                     | Louletano Desportos Clube (cycling) ‏   | + 1 س 05 د 24 ث       |                       |
| 10                    | إيفابيل سيلينج ‏                        | + 1 س 16 د 04 ث       |                       |
|                       |                                        |                       |                       |
| مصدر: ProCyclingStats |                                        |                       |                       |

## تصانيف فرعية

### تصنيف أفضل شاب
| تصنيف أفضل شاب        | تصنيف أفضل شاب     | تصنيف أفضل شاب                    | تصنيف أفضل شاب  | تصنيف أفضل شاب |
| العداء                | العداء             | الفريق                            | الوقت           |                |
| --------------------- | ------------------ | --------------------------------- | --------------- | -------------- |
| 1                     | Jokin Murguialday ‏ | كاجا رورال-سيغوروس ‏               | 38 س 47 د 55 ث  |                |
| 2                     | Hélder Gonçalves ‏  | كيلي - سيمولدز يو دي أو ‏          | + 6 د 27 ث      |                |
| 3                     | João Medeiros ‏     | Credibom–LA Alumínios–Marcos Car ‏ | + 8 د 59 ث      |                |
| 4                     | Xabier Isasa ‏      | أوسكالتيل أوسكادي ‏                | + 22 د 35 ث     |                |
| 5                     | بيدرو اندرادي ‏     | إيفابيل سيلينج ‏                   | + 29 د 42 ث     |                |
| 6                     | Rúben Simão ‏       | Credibom–LA Alumínios–Marcos Car ‏ | + 53 د 17 ث     |                |
| 7                     | Afonso Silva ‏      | كيلي - سيمولدز يو دي أو ‏          | + 55 د 12 ث     |                |
| 8                     | Joseba López ‏      | كاجا رورال-سيغوروس ‏               | + 55 د 49 ث     |                |
| 9                     | Oliver Rees ‏       | ترينيتي رود ريسينغ ‏               | + 1 س 12 د 46 ث |                |
| 10                    | Mario Aparicio ‏    | برجس بي إتش ‏                      | + 1 س 15 د 12 ث |                |
|                       |                    |                                   |                 |                |
| مصدر: ProCyclingStats |                    |                                   |                 |                |

## وصلات خارجية
- الموقع الرسمي
- لمحة عن سباق فولتا البرتغال 2022 على موقع  ProCyclingStats   (برو  سايكلنج  ستاتس) - إحصاءات  محترفي  الدراجات.
- فولتا البرتغال 2022 على موقع إحصائيات الدراجات الإحترافية (الإنجليزية)